# Draba dubia
Draba dubia — вид квіткових рослин з родини капустяних (Brassicaceae). Ареал: Марокко та Європа (Австрія, Словаччина, Франція (у т. ч. Корсика), Німеччина, Італія, Польща, Іспанія, Швейцарія, Словенія).

## Екологія
Населяє скелі, скельні стіни та ущелини, рідше твердий щебінь у субальпійському та альпійському діапазонах. Потребує вологих, багатих гумусом довго снігових ґрунтів. Вид індиферентний до субстрату, росте на вапняках і силікатах

## Біоморфологічна характеристика
Це сіро-повстяна рослина 3–10 см заввишки. Кореневище гіллясте, з кількома розетками прикореневого листя. Стебло пряме, малолисте. Приземні розетки листків щільні, сіро-повстяні з зірчастими волосками; листки 5–8 мм завдовжки, вузькооберненояйцеподібні, суцільнокраї, тупі, війчасті; стеблових листків 1–3, сидячі, серцеподібні, цільнокрайові або зубчасті, кінцеві, часто лише слабо запушені. Суцвіття — китиця, із 3–8 квіток, чашечка 2 мм, запушена, з білими краями, віночок 3–5.5 мм, пелюстки білі слабо надрізані, фертильна китиця значно подовжена. Плід — 6–14 мм завдовжки, 1.5–3.5 мм завширшки, голий, по краях запушений, видовжено-еліпсоїдної форми, загострений на кінці. Цвіте з червня по серпень. 2n=16.